# Língua roviana
A língua Roviana faz parte do ramo Salomônico Noroeste das línguas oceânicas, sendo falado na região das lagoas Roviana e Vonavona língua franca de caráter religioso na província Ocidental. Hoje vem sendo substituída pelo pidgin das Ilhas Salomão.

## Estudos
Poucos estudos publicados sobre o Roviana incluem obras de: Ray (1926), Waterhouse (1949) e Todd (1978), que contém a sintaxe da língua, Corston-Oliver (1996 & 2002), que discute seu aspecto de língua ergativa, Todd (2000) e Ross (1988) sobre sua estrutura de frases.

## Fonologia e Ortografia
Consoantes
|           |         | Labial | Alveolar | Velar  | Glotal |
| --------- | ------- | ------ | -------- | ------ | ------ |
| Nasal     | Nasal   | m /m/  | n /n/    | ng /ŋ/ |        |
| Plosiva   | sonora  | b /ᵐb/ | d /ⁿd/   | q /ɡ/  |        |
| Plosiva   | surda   | p /p/  | t /t/    | k /k/  |        |
| Fricativa | sonora  | v /β/  | z /z/    | g /ɣ/  |        |
| Fricativa | surda   |        | s /s/    |        | h /h/  |
| Rótica    | Rótica  |        | r /r/    |        |        |
| Lateral   | Lateral |        | l /l/    |        |        |

O alfabeto latino usado pelo Roviana se compõe dessas letras acima e abaixo.
alofones:
[h] ~ [ɦ] ([+sonora]) / V_V → /huhuβe/ [huɦuβe] ‘banhando’
[ŋ] ~ [ɲ] / _V [-posterior] → /ŋiɾa/ [ɲiɾa] ‘forte’
/r/ ligeiramente vibrante em sílabas não tônicas e fortemente vibrante nas tônicas.
Vogais
|         | Anterior | Posterior |
| ------- | -------- | --------- |
| Fechada | i        | u         |
| Medial  | e        | o         |
| Aberta  | a        | a         |

V → V: /  V tônico
V → Ṽ / nasal
[a] ~ [ə] / _V  → /leana/ [leəna]
Sílabas
(C)V
( C representa consoante isolada; V representa monotongo ou ditongo )
Ditongos
São cinco os ditongos: /ei/, /ai/, /ae/, /au/, /oi/
A maioria dos morfemas lexicais consistem em duas ou três sílabas. Os morfemas léxicos que consistem de quatro sílabas ou uma única sílaba são incomuns enquanto morfemas que consistem em mais de quatro sílabas nunca ocorreram.
Tonicidade
A tonicidade não é contrastiva.
(i) Raízes de uma sílaba, com exceção de preposições e artigos;
/ˈla/ ‘ir’, /ˈmae/ ‘vir’
(ii) Raízes de duas sílabas são tônicas na sílaba inicial;
/ˈzama/ ‘falar’, /ˈtalo/ ‘taro (planta)’
(iii) Raízes de mais de duas sílabas são tônicas na primeira e segunda sílabas;
/ˈeˈhara/ ‘sangue’, /ˈsiˈɡareti/ ‘cigarro’
O infixo de nominalização ⟨in⟩ ocorre dentro da primeira sílaba da raiz, sempre recebe tonicidade;
/ˈɣani/ ‘comer’, /ˈɣiˈnani/ ‘comida’
À todo material que precede a raiz (prefixos e material reduplicado) é atribuída tonicidade como se fosse uma única raiz.;
/ˈβari-ˈpera/ ‘lutar’, /ˈhabo-ˈhabotu-ana/ ‘cadeira’
O sufixo transitivo /-i/ toma tonicidade;
/ˈseke-ˈi-a/ ‘atinge ele/elat’
Outros sufixos, no entanto, não levam tonicidade e são ignorados na determinação da colocação da tonicidade. O material que segue a raiz não é tratado como uma unidade para fins de atribuição da tonicidade;
/ˈdoɣoˈr-i-ɣami/ ‘nos veja (EXClusivo)’
O sufixo /-ɣami/ não recebe tonicidade.
A tonicidade é atribuída independentemente a cada raiz em um composto:
/βetu/ + /lotu/ → /ˈβetuˈlotu/ ‘igreja (‘oração’ + ‘casa’)’

## Sintaxe
A ordem das palavras do Roviana é VSO (Verbo-Sujeito-Objeto).
Pronomes
| Pessoa   | Absoluta | Ergativa | Focal | Português     |
| -------- | -------- | -------- | ----- | ------------- |
| Primeira | arau     | rau      | arau  | Eu,me, mim    |
|          | gita     | gita     | gita  | Nós (incl)    |
|          | gami     | gami     | gami  | Nós (excl)    |
| Segunda  | agoi     | goi      | agoi  | Tu, você (sg) |
|          | gamu     | gamu     | gamu  | you(pl)       |
| Terceira | asa      | sa       | asda  | Ela, Ele      |
|          | sarini   | ri       | arini | Eles, Elas    |

Sufixos pronominais
| 1INC | 1EXC | 2     | 3        |
| ---- | ---- | ----- | -------- |
| SG   |      | -qu   | -mu/-na  |
| PL   | -da  | -mami | -mia/-di |

Esses sufixos se usam para posse direta e inalienável, tais como parentes e partes do corpo.
lima -na  
[mão -3SG]  
'mão dele/dela'
tama   -qu         
[pai -1SG]      
'meu pair'
Possessor pré posto
| 1INC | 1EXC | 2    | 3        |
| ---- | ---- | ---- | -------- |
| SG   |      | qua  | mua/nana |
| PL   | nada | mami | mia/dia  |

Esses sufixos se usam para posse direta e inalienável :
nana hore                      
[POSS: 3SG canoa]                   
'canoa dele/dela'
mia popoa                 
[POSS: 2SG casa]
'casa deles/delas'
Possessor pós posto
| 1INC | 1EXC | 2         | 3              |
| ---- | ---- | --------- | -------------- |
| SG   |      | taqa      | tamu/tadi      |
| PL   | tani | tani/tami | tani/tamu/tadi |

Sufixos para segundo tipo de posses indiretas ou alienáveis:
Hie sa lose tanisa
[Esta DEF quarto POSS:3PL]
'Este é/o quarto dela'
| 1INC | 1EXC | 2      | 3         |
| ---- | ---- | ------ | --------- |
| SG   |      | gequ   | gemu/gena |
| PL   | gada | gemami | gemi/gedi |

O possessivo para comida tem prefixo ge ou ga:
gemi ginani
[POSS:2PL comida]
'tua comida'
| 1INC | 1EXC | 2     | 3       |
| ---- | ---- | ----- | ------- |
| SG   |      | equ   | emu/ena |
| PL   | eda  | emami | emi/edi |

Marcador para desejo é o ou e:
equ puta
[POSS:1SG dormir]
'Eu quero dormir'
Pronomes interrogativos
| Pronome       | Português              |
| ------------- | ---------------------- |
| esei          | quem                   |
| arisei        | quem (pl)              |
| esei ri kara  | quem (de duas pessoas) |
| tesei         | de quem                |
| sa/na sa      | o quê                  |
| sa sari       | o quê (pl)             |
| savana        | qual                   |
| na sa ri kara | qual (de duas coisas)  |

Pronomes indefinidos
| Pronome           | Português               |
| ----------------- | ----------------------- |
| keke tie          | um homem                |
| ke tie            | algum hpmem             |
| isa si keke       | um outro                |
| keke nana koburu  | um dos filhos dele/dela |
| kaiqa pule        | outros/alguns mais      |
| ka visavisa/kaiqa | alguns/poucos           |
| loke tie          | nenhum                  |
| votiki zinama     | Língua diferente        |
| loke toŋa         | nada                    |

Pronomes demonstrativos
| Pronome          | Ex. frase                                  | Português                                       |
| ---------------- | ------------------------------------------ | ----------------------------------------------- |
| hie/si hie/hiera | sa tie hie/sa si hie? /hiera sa qua vetu   | este homem/o que é isso? /essa é minha casa     |
| hoi/sana/asa     | asa sa vineki hoi/na tie sana/asa se Maria | essa ali é a menina/aquele homem/aquela é Maria |
| hire/si hire     | hire mua buka/tamu goi si hire?            | esses são teus livros/are esses são teus?       |
| hiroi            | hiroi mua buka                             | aqueles são teus livros                         |

Substantivos
Há duas classes de substantivos em Roviana. A 1ª inclui parentescos, partes do corpo e alguns nomes de locais, Usam pronomes pessoas com sufixos:
tinaqu - 'minha mãe';  mata-na - 'olhos dela/idele'
Os substantivos da 2ª classe com palavras possesivas separadas:
qua buka - 'meu livro';  nana vetu - 'casa dela/dele'
Nomes de locais são formados a partir de verbos com sufixo 'ana'. Indicam o local onde a ação ocorre:
habotu - 'sentar'; habo-habotu-ana - 'cadeira'
Substantivos formados a partir de verbos e adjetivos com o infixo /in/. Se o verbo ou adjetivo começa por vogal, o /in/ é prefixado:
ene - 'caminhar'; inene - 'jornada'
Quando um verbo ou adjetivo começa com consoante ele é afixado depois dessa primeira consoante:
kera - 'cantar'; kinera -'canção'
Substantivo pode ser formado pelas formas causativa ou recíproca do verbo:
gila -'saber';  vagila - 'mostrar';  vinagila-gila - 'um sinal'

Artigos
Os artigos em Roviana ficam antes do substantivo, marcando as frases nominais como comum ou própria. Os artigos podem ser definidos ou indefinidos.
O artigo indefinido é 'na':
na nana buka
[INDEF POSS: 3SG livro]
'lum ivro dele/dela'
na pode ser também sa
sa hore 'a canoa' 
'na' e 'sa' podem ser aplicados em substantivos plurais:
na tie habahuala-di
[INDEF pessoas pobres POSS:3PL]
'as pessoas pobres'
O artigo definido é 'sa'
sa dia vetu
[DEF POSS:3PL casa]
' A casa deles(a)'
Os artigos pessoais são o não-absolutivo 'e' e o absolutivo 'se'.
E é geralmente usado para nomes próprios no caso subjetivo, 'se' no objetivo:
Dogoria rau se Nate rane sarere lahe.
[Vi 1SG ABS Nate rane sarere lahe]
'Eu vi Nate sábado passado.'

## Mais gramática
Complexas
Coordenativas
A coordenação é marcada pela conjunção de duas frases, pertencendo a conjunção à segunda frase;
ba ‘mas’
ke ‘então, assim’
me(ke) 'e'  > me é muito mais comum em textos
na 'ou'
pude 'intencional'
tiqe 'então'
Gina  tourism kamahire kote sage  mae   ba   lopu ta-gilana.
talvez o turismo agora     FUT ir.acima vem mas  NEG PASS-saber
‘Talvez o turismo vá pegar, mas não sabemos.’
-Subordinação-
Três classes principais são cláusulas relativas, cláusulas de complemento e cláusulas adverbiais.
Relativas
Cláusulas relativas seguem a raiz N e são introduzidas pelo marcador de cláusula relativa invariável ‘sapu’. Essas só podem ser formados em A, S e O e no argumento nominal de uma cláusula sem verbo. Uma explicação mais detalhada está abaixo.
Complementares
Cláusulas complementares são introduzidas pelo subordinador sapu; caso contrário, não é diferente das cláusulas principais.
Cláusulas de complemento ocorrem após Vs de cognição, fala ou percepção, enquanto cláusulas subordinadas (com exceção de cláusulas relativas) ocorrem na posição de foco;
Lopu hiva-ni-a    ri   sapu tangin-i-a      rau sa   vineki.
NEG gostar-TR-3SG 3PL C    segurar-TR-3SG   1SG DEF menina
"Eles não gostaram de mim segurando a menina." (Lit: "Eles não gostaram, eu estava segurando a manina")
As cláusulas de complemento são consideradas intermediárias entre cláusulas principais e subordinadas. Nos textos, as cláusulas complementares em Roviana são raras. A citação direta é mais frequente do que a subordinação a predicados mais elevados da informação, enquanto os modais epistêmicos (por exemplo, gina "talvez", tu "EMPH) são frequentemente usados em vez de subordinação a predicados mais elevados da cognição. (ergatividade)
Adverbiais
Cláusulas adverbiais ocorrem em posição de foco e nunca contêm novas menções nas posições centrais do argumento. Eles são introduzidos por um subordinador e seguidos pela partícula focal ‘si’, uma consequência de estar na posição de foco;
beto 'depois'
pude 'se'
totoso 'enquanto, quando'
Ke beto vagi ri sarina ⟨in⟩avoso  si la buna-i-a       ri  sa  vasina asa.
Então, depois de reunir 3PL DEF: PL ⟨ NOM⟩ sabe FOC ir bombardear-TR-3SG 3PL DEF lugar que
"Então, depois que eles reuniram todas as informações, eles foram e bombardearam aquele lugar."
A subordinação é extremamente limitada em Roviana. Cláusulas subordinadas nunca contêm outras cláusulas subordinadas, nem contêm cláusulas relativas. Da mesma forma, cláusulas relativas não contêm cláusulas subordinadas ou cláusulas relativas.
Ergatividade
O sujeito de um verbo intransitivo tem o mesmo marcador morfológico que um objeto direto, e um marcador morfológico diferente do sujeito de um V transitivo.
A- sujeito transitivo, O- objeto direto transitivo, S- sujeito intransitivo - respectivamente.
Se Roviana é uma língua ergativa ou não é argumentativa, no entanto, cláusulas relativas nesta linguagem podem ser categorizadas pela ergatividade, de modo que ela pode ser descrita como uma linguagem ergativa..
Relativas
raiz cabeça N e são introduzidas por um marcador relativo invariante sapu. O co-referente do N na cláusula matriz nunca é evidente dentro da cláusula relativa. Esta característica pode estar de acordo com se o co-referente nocional dentro da cláusula relativa é A, S ou O.
Relativas em A
Cláusulas relativas em A usam a nominalização clausal. O nocional A não tem realização explícita. O verbo nominalizado em uma cláusula relativa em A traz um sufixo "NSUF", que também é usado para indexar o possuidor em possessivos;
sa    huda  noma-na
DEF  árvore grande-3SG.NSUF
‘a arvore grande’
Quando o O na cláusula relativa é um N próprio, é marcado com o artigo ‘e’;
Hierana sa   koreo sapu tupa-na          e   Zone.
este     DEF menino  REL socar-3SG.NSUF ART John
‘Este é o garoto que socou John.’
Relativas em S
Dado que o co-referente na cláusula relativa não tem realização explícita;
Hierana sa   tie  sapu kote taloa.
este     DEF homem REL FUT ir embora
‘Este é o homem que está indo embora.’
Relativas em O
Em cláusulas relativas em O, A é declarado na cláusula relativa e a morfologia verbal completa é usada para indexar o O. Os sufixos nominais não são usados em cláusulas relativas em O;
Hierana sa   koreo sapu tupa-i-a           e   Zone.
este     DEF menino  REL socar-TR-3SG.DO ART John
‘Este é o garoto que John deu um soco.’
No contexto de uma cláusula relativa que é, por definição, subordinada, e é encapsulada simplesmente como ART, uma vez que é usada com Ns apropriados, que são A ou O. Estes dois exemplos seguintes têm e; o primeiro está em A enquanto o segundo está em O.
Hierana sa   koreo sapu tupa-na          e   Zone.
este     DEF menino  REL socar-3SG.NSUF ART John
‘Este é o garoto que socou John.’
Hierana sa   koreo sapu tupa-i-a           e   Zone.
este     DEF menino  REL socar-TR-3SG.DO ART John
‘Este é o garoto em quem John deu um soco.’
-‘Quando’ -
Cláusulas’ 'quando' são introduzidas pelo subordinador ao 'tempo' ou à forma sincopada ‘totso’, mas elas não especificam a natureza precisa da relação temporal envolvida;
Totso koa   goi      pa   korapa tropic si     kaqu  pezaku    lamo  si    goi.
Tempo, ficar você.SG  PREP em  trópico FOC  dever lavar mãos sempre ABS  você.SG
‘Quando você fica nos trópicos, você deve sempre lavar as mãos’
Depois -
O evento de uma cláusula de "depois" é introduzido pelo subordinado ‘beto’ "terminar" e antecede temporariamente o evento da cláusula da matriz à qual ele está sintaticamente subordinado;
Ke beto vagiri sarina ⟨in⟩avoso si 1a buna-i-a ri sa 
então termine reunindo eles DEF.PL ⟨NOM⟩ saber FOC  ir bombardear-TR-3SG.DO ele.ERG DEF
vasina asa.
Lugar aquele
‘Então, depois que eles reuniram todas as informações, eles foram e bombardearam aquele lugar.’
-‘Contemporâneas’ cláusulas-
As cláusulas "contemporâneas" têm um aspecto imperfeito, geralmente acompanhado pela reduplicação do verbo, com o significado "Enquanto …-endo, -ando’ ou ‘As …-endo, -ando’;
En-ene     ri   la  hoirana si    tutuvi-a       ri        se  Manue.
DUP-caminhar eles ir lá    FOC encontrar  3SG.DO  eles .ERG ABS gambá
‘Enquanto eles caminhavam, eles se encontraram com gambá’
-Condicionais-
Numa condicional, a prótase é uma cláusula subordinada. Tal como acontece com as cláusulas subordinadas, existe um sistema neutro de marcação de caso;
...ba   pude  gore    vura     mae sa  si   kote taloa  si   rau.
Mas se     ir.abaixo sair vir it  FOC FUT sair  ABS I
‘...mas se der certo, vou sair.’

## Amostra de texto
Pai Nosso
Tamamami pa mangauru, mani ta pamanae sa pozana hopena. Mamu mae koa bangara koa gami. Mami va tabei gami pa pepeso sarina mua zinama gua sapu va tabe guni ri pa mangauru si arini. Mu poni ni gami ginani koari hopeke rane. Mu taleoso ni gami koarina mami sinea, gua sapu taleoso ni gami saripu va sea mae koa gami. Mu va sare gami koarina tinoketoke ngingiradi. Mamu harupu va seu gami koe Setani. Be taleosoni gami sarina sinea pu tavete atuni rina tie koa gamu si kaqu taleosoni gamu tugo sa Tamasa pa mangauru.